# بدلئونفلدن
بدلئونفلدن (به آلمانی: Bad Leonfelden) یک شهر در اتریش است که در ناحیه اورفار اومگبونگ واقع شده‌است. بدلئونفلدن ۴۰ کیلومتر مربع مساحت دارد ۷۵۰ متر بالاتر از سطح دریا واقع شده‌است.